# 95 TCN
Năm 95 TCN là một năm trong lịch Julius. 